# Лозовой (Зубрилинское сельское поселение)
Лозово́й — хутор в Чертковском районе Ростовской области.
Входит в состав Зубрилинского сельского поселения.

## Население
| 2010 |
| ---- |
| 224  |

## Улицы
| - ул. Зелёная, - ул. Мирная, - ул. Партизанская, - ул. Полевая, | - ул. Речная, - ул. Солнечная, - ул. Транспортная, - ул. Центральная. |